# E961号線
E961号線 (E961ごうせん、英: European route E961) は、欧州自動車道路のBクラス幹線道路。全線がギリシャにあり、トリポリスとギティオ を結ぶ。

## 経路

### 経過する主要都市
- ギリシャ
  - E65号線 – トリポリス
  - スパルティ
  - ギティオ